# Hoori
Dans la mythologie japonaise, Hoori (火遠理) est le plus jeune fils du kami Ninigi-no-Mikoto et de Konohanasakuya-hime. Il est l'un des ancêtres légendaires des empereurs du Japon. Il est également appelé Hohodemi (穂穂手見) et Yamasachihiko (山幸彦/山佐知毘古, prince du mont Fortune).
La légende de Hoori est racontée à la fois dans le Kojiki et le Nihon shoki. Hoori est un chasseur en froid avec son frère Hoderi, pêcheur, à propos d'un harpon. Hoori avait forcé son frère aîné à le lui prêter mais l'a perdu. Hoderi insiste pour que son frère lui rende son harpon et refuse d'en accepter un autre : la croyance veut que chaque outil soit animé et donc unique. Hoori descend alors dans les profondeurs de l'océan pour le retrouver, en vain. En revanche, il trouve la princesse Toyo-tama, la fille de Ryūjin, le dieu des mers. Ce dernier l'aide à retrouver le harpon perdu et Hoori épouse la fille du dieu des mers.
Hoori vit avec sa femme dans le palais sous-marin de Ryujin durant trois ans mais, souffrant du mal du pays, il décide de rentrer chez lui, où son frère lui pardonne après qu'il lui a rendu le harpon. Toyo-tama donna quelque temps plus tard naissance à un fils, Ugayafukiaezu. Elle fait alors jurer son mari de ne pas regarder son visage lorsqu'elle porte l'enfant dans ses bras, mais il rompt son serment et découvre alors le véritable aspect de son épouse, celui d'une créature des mers. Honteuse, elle retourne chez son père pour ne plus revenir. Ugayafukiaezu épousa la sœur de Toyo-tama avec qui il donna naissance à Jinmu, le premier empereur du Japon. Hoori régna sur Takachiho, dans la province de Hyūga, durant 580 ans.
Le culte de Hoori est souvent associé à celui de ses parents et de sa femme. Il est principalement adoré comme un dieu des céréales. Dans la mythologie, il est dit que le « ho » (火) de son nom signifie « feu » mais, étymologiquement, c'est un autre caractère, également prononcé « ho » (穂) qui désigne les récoltes, en particulier celles du riz. « Ori » (折り) signifie « courber » : une récolte si riche qu'elle plie sous son propre poids. Son autre nom, Hohodemi, signifie également « bonne récolte ».
La rivière Hōri qui traverse la ville de Nobeoka, au nord de la préfecture de Miyazaki, a été nommée ainsi car Hoori y aurait été baigné à sa naissance. En amont, dans les hauteurs de Kamisan-yama se trouve la grotte où Hoori aurait vécu enfant.